# بازی‌های رایانه ای و یادگیری

## مقدمه
بازی‌های رایانه ای دیگر تنها سرگرمی نیستند و به حوزه علوم یادگیری و تربیت وارد گشته‌اند. جایگاه بازی‌های رایانه ای در زندگی کودکان و نوجوانان به‌طور چشمگیری پررنگ شده‌است. کودکان به‌طور غیررسمی از طریق این بازی‌ها سواد دیجیتالی کسب کرده‌اند. بازی‌های رایانه ای بازیکن را در شش عنصر ساختاری قوانین و مقررات، رقابت، چالش، مقابله با اهداف و اهداف درگیر می‌کنند. انواع بازی‌های رایانه ای شامل: بازی‌های اکشن، ماجراجویی، رقابتی، شبیه‌سازی، مدلسازی، مدیریتی، استراتژی، تعاملی، فردی، منطقی و ریاضی هستند. در بسیاری موارد جامعه مجازی بازی آنلاین به عنوان یک جامعه فکری عمل می‌کند و دانش و مهارتی را میان بازیکنان پیش می‌برد. بازی‌های شبیه‌سازی پتانسیل بالایی برای پیشبرد اهداف آموزشی علمی از جمله ایجاد انگیزه برای بادگیری علم، درک مفهومی، کسب مهارت‌های فرایند علمی، درک ماهیت علم، گفتمان علمی و استدلال و شناسایی علم و یادگیری دارد. بازی‌های رایانه ای می‌توانند به عنوان محتوای تعاملی در حوزه‌های علمی‌باشند و به یادگیری کمک کنند. در بازی‌های رایانه ای کاربران به دلایل غیر آموزشی جذب بازی می‌شوند ولی در حین بازی مهارت‌های یادگیری را فرا می‌گیرند. محتوای بازی‌ها به‌طور آشکار آموزشی نیست اما نیازمند عملیات فکری است که نتیجه‌های آموزشی را منجر می‌شود.

## بازی‌های رایانه ای در یادگیری
پژوهشی در رابطه با تجزیه و تحلیل رابطه بین بازی و پیشرفت تحصیلی انجام شد که نشان داده شد بازی‌های رایانه ای بر دروس زبان، تاریخ و آموزش جسمانی تأثیرات مثبتی داشته‌است. پژوهشگران به این نتیجه دست یافته‌اند که اثرات بازی‌های ویدئویی زمانی که محتوای خاصی مورد هدف قرار می‌گیرد و اهداف یادگیری به‌طور دقیق مشخص می‌شود به احتمال زیاد بیشتر دیده می‌شود. همچنین پژوهشگران به این نتیجه دست یافته‌اند که در بازی‌های اکشن تصاویر بیشتر از کلمات دارای اهمیت هستند که می‌تواند مهارت‌های بازنمایی را از کلامی به نمادین تغییر دهند که موجب توسعه آگاهی فضایی و مهارت‌های شناختی بازیکنان شوند. استفاده از بازی‌های رایانه ای در یادگیری دارای مزایایی است. بازی‌های رایانه ای موجب افزایش اعتماد به نفس یادگیرندگان می‌شوند و آن‌ها را به یادگیری تشویق می‌کنند. در برنامه‌های آموزش و پرورش استفاده از بازی‌های رایانه ای به دلیل کاهش زمان آموزش و فراهم کردن فرصت‌ها بیشتر برای تمرین پیشنهاد می‌شود. البته بازی‌های رایانه ای یادآوری کمتری در درس‌ها دارند و اهداف متعددی را دنبال می‌کنند. می‌توان انواع بازی‌های ساده ای را برای دریافت نتایج خاص یادگیری مانند یادآوری محتوای واقعی یا به عنوان پایه ای برای مشارکت فعال و بحث و گفتگو در یادگیری طراحی کرد. بازی‌های اکتشافی و تعاملی وسیله خوبی برای آموزش برنامه محتوای دروس ریاضی و علوم هستند چرا که دستکاری و تجسم در این دروس سخت است. بازی‌های معمایی نیز موجب تقویت خلاقیت و تفکر انتقادی می‌شوند. بازی‌های پیچیده دارای پتانسیل پشتیبانی از پردازش شناختی و توسعه مهارت‌های استراتژیک هستند. همچنین در بازی‌های پیچیده نواسانات مغزی مرتبط با یادگیری جغرافیایی و فضایی مشاهده می‌شود؛ که این امر موجب افزایش یادگیری، توانایی یادآوری و تقویت مهارهای علمی، اجتماعی و رایانه ای می‌شود.

## پشتیبانی از خواندن و ریاضی
بازی‌های رابانه ای در افزایش مهارت‌های کودکان و بزرگسالان در زمینه‌ها ریاضی و زبان بسیار مؤثر بوده‌اند. شواهد نشان داده‌است که بازی‌های رایانه ای موجب بهبود عملکرد افرادی که در خواندن ضعیف بوده شده‌اند. بازی‌ها همچنین تأثیرات مثبتی بر پویایی کلاس داشته‌اند. استفاده از بازی‌های مسابقه ای نتایج مثبتی در جذب و حفظ دراز مدت دانش آموزان به موضوعات درسی نسبت به روش سنتی به دست آورده‌اند.

## بازی‌های شبیه‌سازی شده
بازی‌های شبیه‌سازی موجب تعامل دانش آموزان در فعالیت یادگیری می‌شوند. در این بازی‌ها یادگیرندگان در نقش تصمیم گیرنده قرار می‌گیرند و با چالش‌هایی رو به رو می‌شوند. بازی‌های شبیه‌سازی شده بازیکن را وادار به مشارکت فعال می‌کنند و موضوعات یادگیری را با ساختارهای شناختی ترکیب می‌کنند که موجب حفظ طولانی مدت می‌شوند. بازی‌های شبیه‌سازی موجب افزایش توانایی‌های فضایی و رشد شناختی کودکان می‌شوند. اینگونه بازی‌ها در تغییر نگرش، توسعه تفکر انتقادی، حل مسئله و توسعه مهارت‌های تصمیم‌گیری موفق بوده‌اند. در این بازی‌ها از مدل‌های قراشناختی و تفکر استراتژیک برای بهبود مهارت‌های روان شناختی، مهارت‌های تحلیلی، توجه انتخابی استفاده می‌شود.

## بازی‌های شناختی
بازی‌های شناختی آن دسته از بازی های رایانه ای را شامل می شوند که در آن بازیکن در حین بازی یکی از مهارتهای شناختی خود (مانند حافظه و سرعت عمل) را می تواند بهبود ببخشد.

## اثرات منفی
با وجود مزایای استفاده از بازی‌های رایانه ای، با این حال این بازی‌ها می‌توانند منجر به اثرات منفی در یادگیری دانش آموزان شوند:
ممکن است اهداف یادگیری با اهداف بازی مطابقت نداشته باشد و موجب انحراف از یادگیری شوند. بازی ممکن است برای کاربر بسیار سخت یا بسیار آسان باشد که در نتیجه موجب کاهش انگیزش می‌شود. بازی‌ها زمان زیادی مصرف می‌کنند که ممکن است برای زمانبندی برنامه‌های درسی ایجاد مشکل کنند. استفاده مکرر از بازی‌ها می‌تواند گرایش‌های روانی اجتماعی منفی را افزایش دهند و اعتیاد آور باشند.